# Ambulyx substrigilis
Ambulyx substrigilis là một loài bướm đêm thuộc họ Sphingidae. Nó được tìm thấy ở Sri Lanka, Ấn Độ, Nepal, Bangladesh, quần đảo Andaman, the quần đảo Nicobar, Thái Lan, Việt Nam, Trung Quốc (đảo Hải Nam), Malaysia (Peninsular, Sarawak), Indonesia (Sumatra, Kalimantan) và Philippines.

## Sự miêu tả
Sải cánh dài 96–120 mm. 

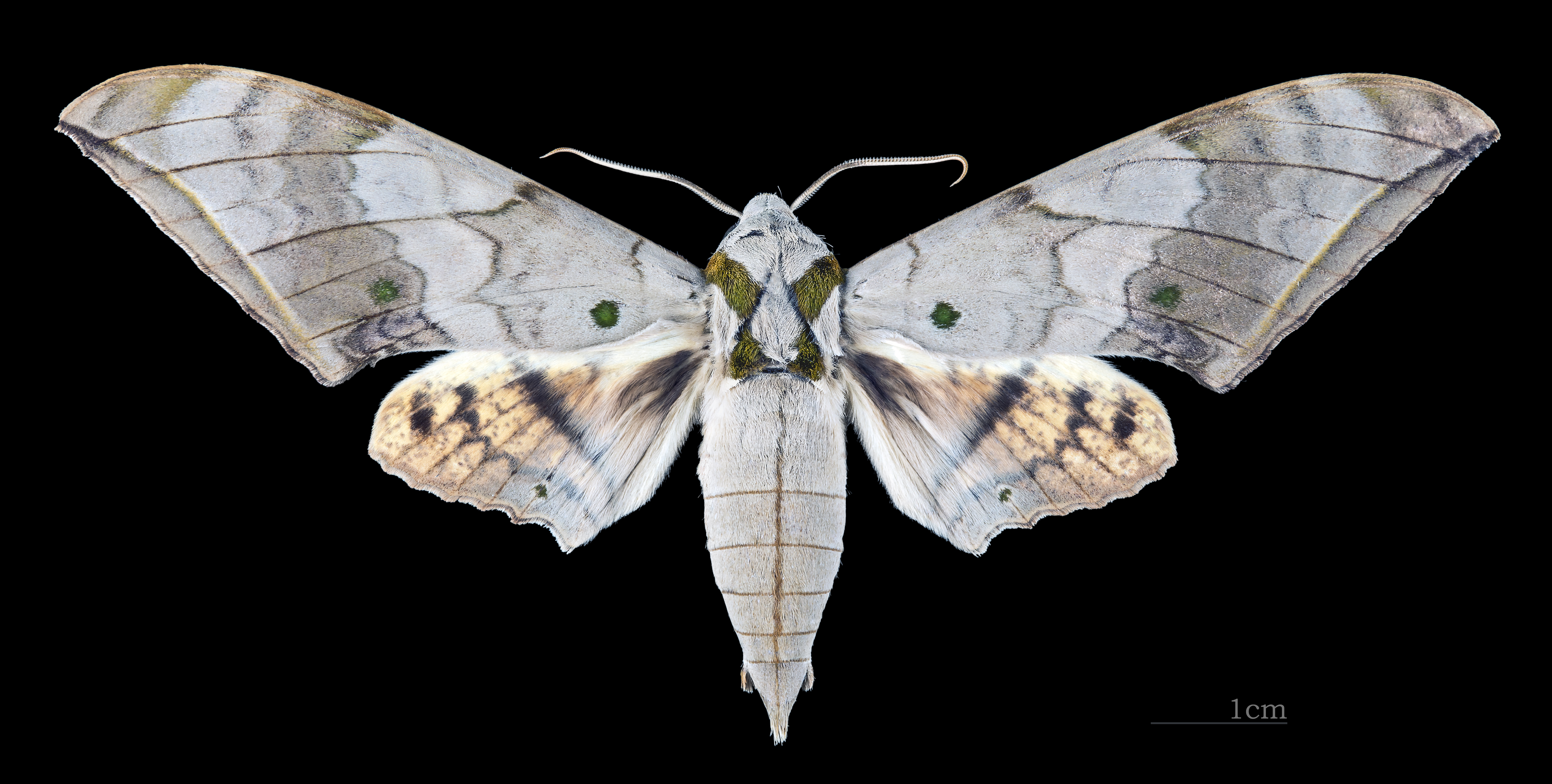
Ambulyx substrigilis ♂
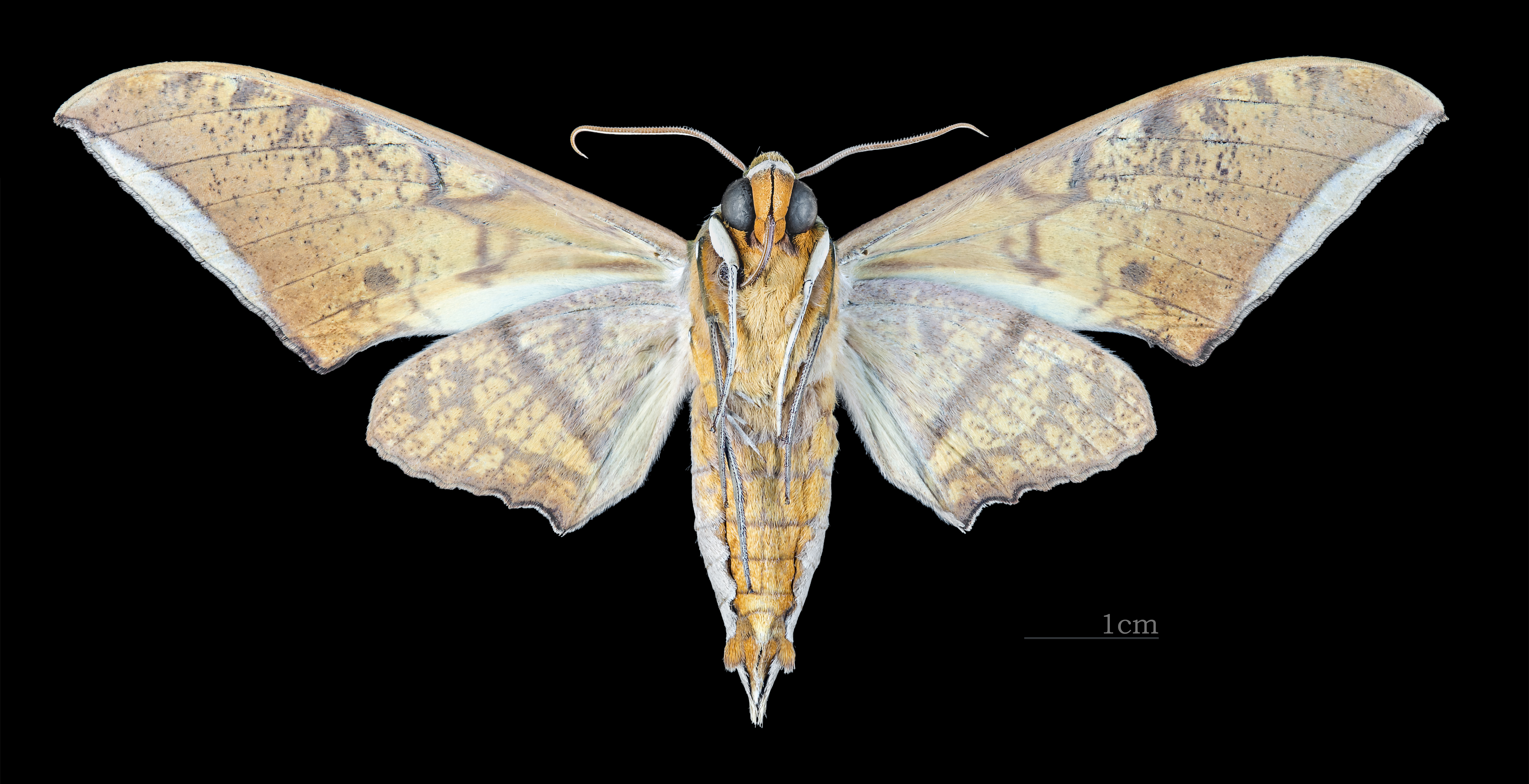
Ambulyx substrigilis ♂ △
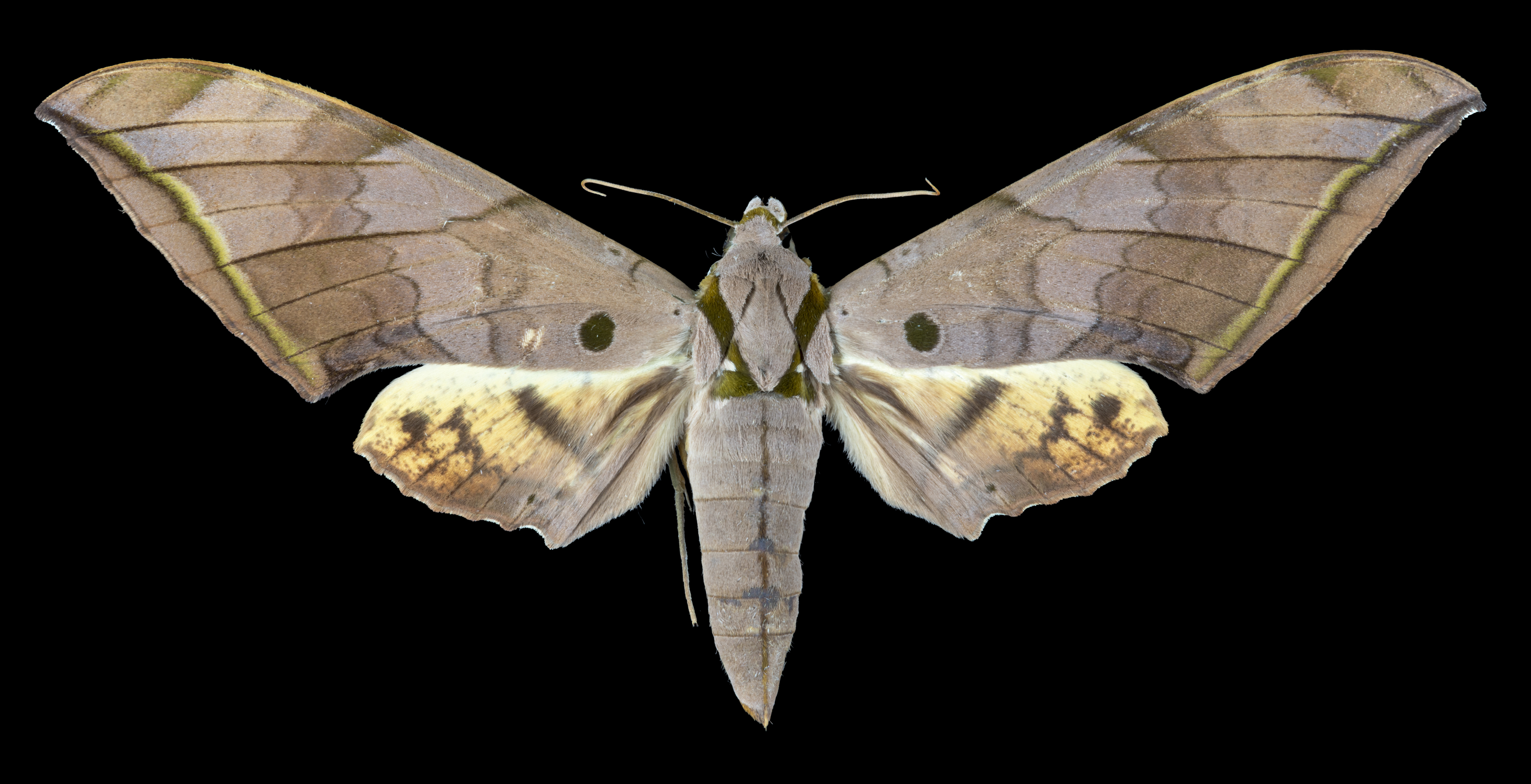
Ambulyx substrigilis ♀
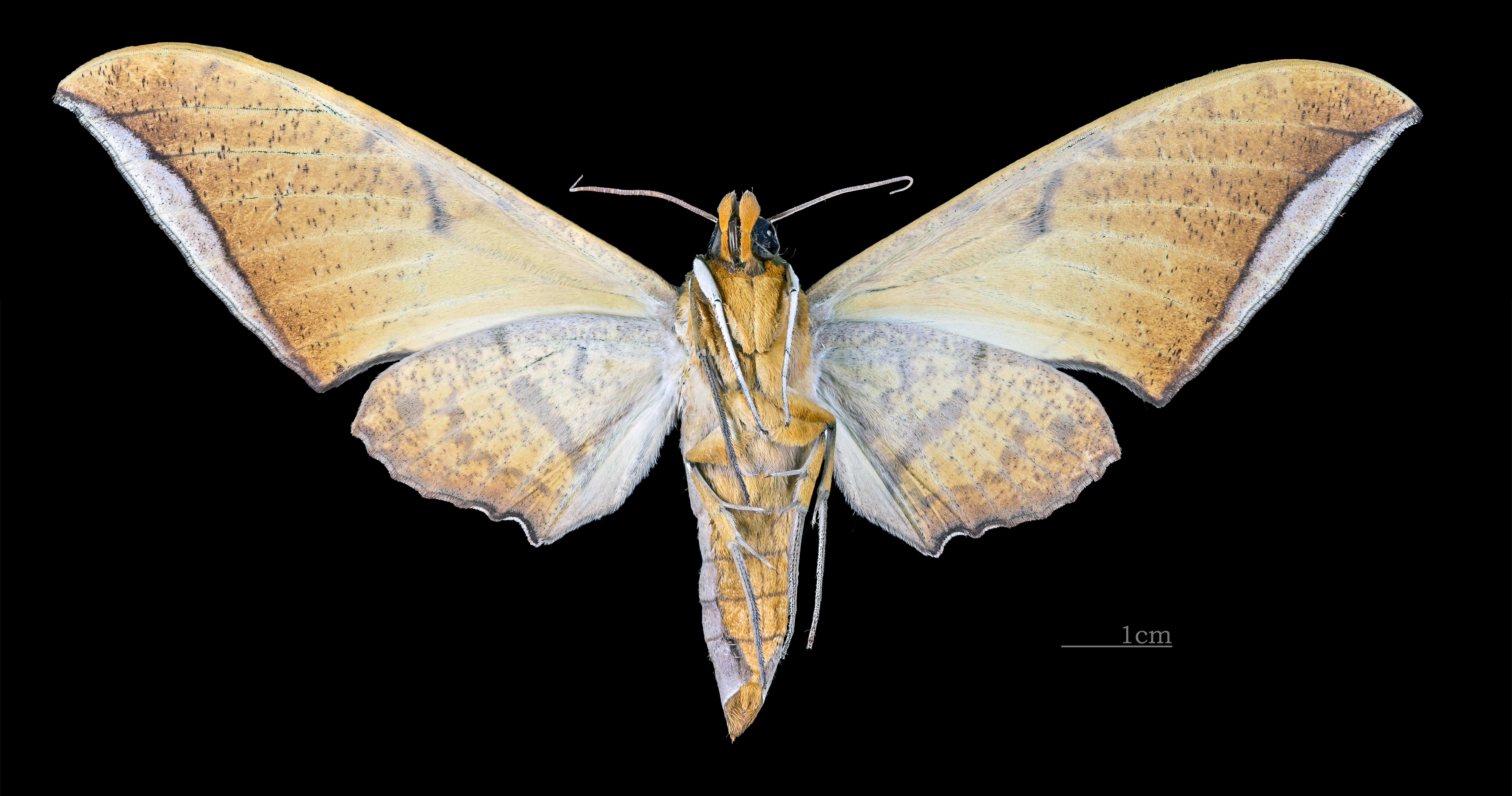
Ambulyx substrigilis ♀ △

Ấu trùng ăn Aglaia littoralis in Ấn Độ.

## Phụ loài
- Ambulyx substrigilis substrigilis (Sri Lanka, Ấn Độ, Nepal, Bangladesh, Andaman và quần đảo Nicobar, Thái Lan, Việt Nam, Trung Quốc (đảo Hải Nam), Malaysia (Bán đảo, Sarawak), Indonesia (Sumatra, Kalimantan), Philippines)
- Ambulyx substrigilis aglaia (Jordan, 1923) (Ấn Độ)